# Horst Frank (Politiker)
Horst Frank (* 25. März 1949 in Konstanz) ist ein deutscher Jurist und Politiker (Freie Grüne Liste). Er war von 1996 bis 2012 Oberbürgermeister der Stadt Konstanz am Bodensee.

## Leben
Frank legte am Heinrich-Suso-Gymnasium Konstanz das Abitur ab. Später studierte er Rechtswissenschaft an der Albert-Ludwigs-Universität Freiburg und der Ludwig-Maximilians-Universität München. Das Erste und Zweite juristische Staatsexamen absolvierte er in München. Seit 1985 war Horst Frank als Rechtsanwalt in Konstanz tätig, seit 1995 in Erfurt.
Am 7. Juli 1996 wurde er als Nachfolger von Horst Eickmeyer im zweiten Wahlgang mit 35,7 % zum Oberbürgermeister der Stadt Konstanz gewählt. Als gebürtiger Konstanzer (und als langjähriges BUND-Vorstandsmitglied) hatte er einen Heimvorteil gegenüber drei auswärtigen Kandidaten. Er war der erste grüne Oberbürgermeister in Deutschland.
Am 25. Juli 2004 wurde er mit einer relativen Mehrheit von 38,6 % knapp wiedergewählt, nachdem er im ersten Wahlgang noch hinter dem CDU-Kandidaten an zweiter Stelle gelegen hatte. Weitere Konkurrenten waren Frank Nägele, ein auswärtiger SPD-Kandidat, und ein junger Unabhängiger aus Konstanz. Frank regierte mit wechselnden Mehrheiten, in Sachfragen allerdings oft mit liberal-konservativen Mehrheiten gegen seine eigene Partei bzw. Wählergemeinschaft. Seine Amtsperiode endete 2012 und er beschloss, nicht mehr neu zu kandidieren. Am 15. Juli 2012 wurde Uli Burchardt als Nachfolger von Frank gewählt.
Frank war Mitglied des Kreistages des Landkreises Konstanz. Außerdem war er Mitglied im Präsidium des Deutschen Städtetages und im Verwaltungsrat der Kommunalen Gemeinschaftsstelle für Verwaltungsmanagement (KGSt), bis Juni 2010 war er im Rat für Nachhaltige Entwicklung bei der Bundesregierung.

## Ehrungen und Auszeichnungen
- 2003 – Ernennung zum Ehrenbürger von Lodi (Lombardei)[1]